# Torre de Moncorvo
Torre de Moncorvo (a menudo denominada simplemente Moncorvo) es una villa portuguesa perteneciente al distrito de Braganza, en la región de Trás-os-Montes (Norte) y la comunidad intermunicipal Duero, con cerca de 3000 habitantes.
Es sede de un municipio con 532,77 km² de área y 6826 habitantes (2021), subdividido en trece freguesias. El municipio limita al norte con los municipios de Vila Flor, Alfândega da Fé y Mogadouro, al sureste con Freixo de Espada à Cinta, al suroeste con Vila Nova de Foz Côa y al oeste con Carrazeda de Ansiães.

## Historia
El municipio recibió una carta foral de Sancho II en 1225.

## Demografía
| Gráfica de evolución demográfica de Torre de Moncorvo entre 1864 y 2021 |
|                                                                         |
| Datos según el nomenclátor publicado por el INE portugués.              |

## Organización territorial
El municipio de Torre de Moncorvo está formado por trece freguesias:
- Açoreira
- Adeganha e Cardanha
- Cabeça Boa
- Carviçais
- Castedo
- Felgar e Souto da Velha
- Felgueiras e Maçores
- Horta da Vilariça
- Larinho
- Lousa
- Mós
- Torre de Moncorvo
- Urrós e Peredo dos Castelhanos